# 贝尔纳特·埃尔塔
贝尔纳特·埃尔塔（西班牙語：Bernat Erta，2001年2月15日—），西班牙男子田径运动员，2019年欧洲室内田径锦标赛男子4×400米接力银牌得主、2022年世界室内田径锦标赛男子4×400米接力银牌得主。